# Stephen Cook
Pour les articles homonymes, voir Cook.
Stephen Arthur Cook (né en 1939 à Buffalo dans l'État de New York) est un informaticien et mathématicien américano-canadien, qui a apporté plusieurs contributions majeures à la théorie de la complexité. Il est actuellement professeur à l'université de Toronto, dans le département d'informatique, et dans le département de mathématiques.
Il a obtenu le prix Turing en 1982.

## Biographie
Cook obtient en 1961 un diplôme de Bachelor de l'université du Michigan, puis un master et un PhD de l'université Harvard, en 1962 et 1966 respectivement. En 1966, il rejoint le département de mathématiques de l'université de Californie, Berkeley en tant que professeur assistant. Cependant, son poste n'est pas renouvelé en 1970. Cook rejoint alors l'université de Toronto en tant que professeur assistant, avant d'obtenir le titre de professeur en 1975, puis de professeur d'université en 1985.
Il a été le directeur de thèse de Walter Savitch.

## Travaux
Stephen Cook a notamment formalisé la notion de NP-complétude. Il est l'auteur de l'article The Complexity of Theorem-Proving Procedures, dans lequel il établit en 1971 que le problème SAT est NP-complet. Ce théorème, appelé depuis théorème de Cook, est fondamental en théorie de la complexité et constitue le point de départ des recherches sur le problème P = NP.
Il est l'un des fondateurs du domaine de la complexité des preuves.

## Distinctions
- 1982 - Prix Turing[4]
- 1984 - Membre de la Société royale du Canada
- 1997 - Prix Izaak-Walton-Killam
- 1999 - Prix CRM-Fields-PIMS
- 1999 - Gödel Lecturer avec une conférence intitulée Logic and computational complexity.
- 2005 - Prix d'excellence du CRSNG